# Бассет (Небраска)
Бассет (англ. Bassett) — місто (англ. city) в США, в окрузі Рок штату Небраска. Населення — 538 осіб (2020).

## Географія
Бассет розташований за координатами 42°34′57″ пн. ш. 99°32′12″ зх. д. / 42.58250° пн. ш. 99.53667° зх. д. (42.582541, -99.536625).  За даними Бюро перепису населення США в 2010 році місто мало площу 1,15 км², уся площа — суходіл.

## Демографія
Згідно з переписом 2010 року, у місті мешкало 619 осіб у 306 домогосподарствах у складі 162 родин. Густота населення становила 539 осіб/км².  Було 410 помешкань (357/км²).
Расовий склад населення:
| - 98,4 % — білих - 1,1 % — корінних американців - 0,3 % — азіатів |

До двох чи більше рас належало 0,2 %. Частка іспаномовних становила 0,2 % від усіх жителів.
За віковим діапазоном населення розподілялося таким чином: 17,8 % — особи молодші 18 років, 52,5 % — особи у віці 18—64 років, 29,7 % — особи у віці 65 років та старші. Медіана віку мешканця становила 51,9 року. На 100 осіб жіночої статі у місті припадало 88,1 чоловіків;  на 100 жінок у віці від 18 років та старших — 85,8 чоловіків також старших 18 років.
Середній дохід на одне домашнє господарство  становив 67 602 долари США (медіана — 47 500), а середній дохід на одну сім'ю — 103 592 долари (медіана — 62 159). За межею бідності перебувало 15,0 % осіб, у тому числі 1,4 % дітей у віці до 18 років та 19,6 % осіб у віці 65 років та старших.
Цивільне працевлаштоване населення становило 363 особи. Основні галузі зайнятості: освіта, охорона здоров'я та соціальна допомога — 19,0 %, будівництво — 12,4 %, публічна адміністрація — 11,6 %.